# Maigret zastawia sidła
Maigret zastawia sidła (franc. Maigret tend un piége) – powieść detektywistyczna belgijskiego pisarza Georges’a Simenona opublikowana w 1955 roku, której bohaterem jest komisarz Jules Maigret. Pierwsze polskie wydanie ukazało się  w 1993 roku nakładem wydawnictwa Czytelnik.

## Fabuła

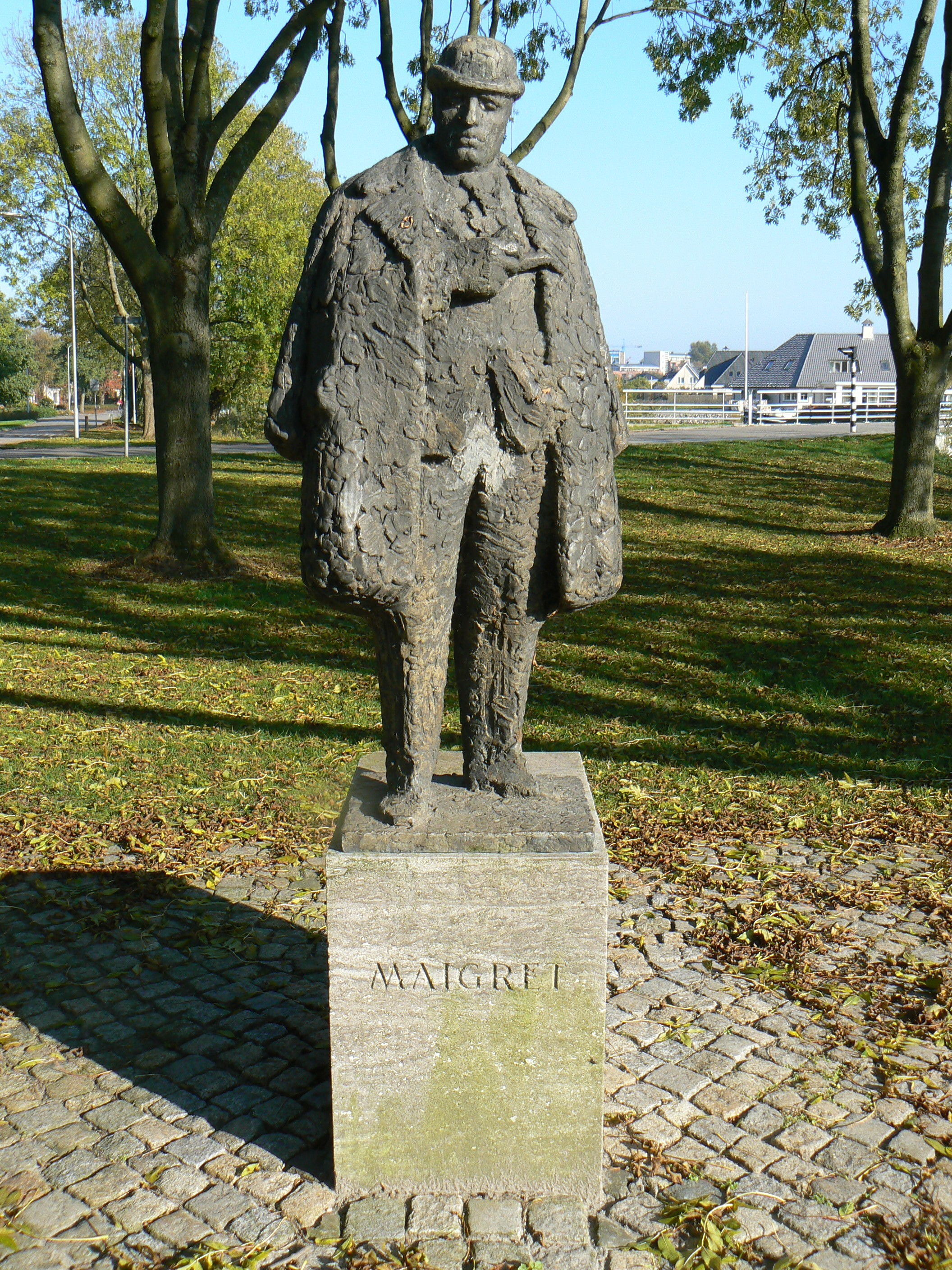
Komisarz Maigret

W paryskiej dzielnicy Montmartre w ciągu pół roku doszło do czterech napaści na kobiety. Zostały one zamordowane przy użyciu noża, a ich ubrania pocięte. Komisarz Maigret bezskutecznie próbuje wykryć mordercę. Przygotowuje prowokację – na komisariat zostaje przyprowadzony mężczyzna zasłaniający się kapeluszem. Maigret i jego podwładni zachowują się tak jak wtedy, gdy czeka ich długie i męczące przesłuchanie – przesiadują do nocy w gabinecie komisarza, zdejmują marynarki, posyłają po piwo i kanapki, nie udzielają wyjaśnień, jednak przestrzegają zasad, by nie być posądzonymi o mistyfikację – mężczyzna nie jest skuty ani nie zostaje aresztowany. Dziennikarze odczytują tę sytuację dokładnie tak jak zaplanował to Maigret – w prasie ukazują się artykuły twierdzące, iż zabójca kobiet został ujęty.
W ten sposób Maigret chce sprowokować zabójcę do ujawnienia się. Na ulice Paryża wysyła policjantki, podobne do kobiet, na które polował zabójca. Po przeanalizowaniu charakterystyki i życia ofiar, komisarz odkrywa, że wszystkie mają podobną sylwetkę – kobiety te były niskie, dość pulchne, szerokie w biodrach. Jego zdanie podziela słynny psychiatra. Obydwaj panowie twierdzą, że morderstwa mają podłoże psychiczne. Policjantki czekają do zmierzchu i spacerują po najmniej zaludnionych uliczkach. Cała dzielnica, ulice, hotele, mieszkania zostają obstawione przez policjantów udających cywilów. Komisarz Maigret porusza się cywilnym autem. Akcja udaje się połowicznie – morderca atakuje, policjantce udaje się wybronić, jednak sprawca ucieka. Kobieta zapamiętuje jego twarz, a w jej ręce zostaje urwany guzik wraz z kawałkiem materiału. Ponieważ guzik nie był fabrycznej produkcji na większą skalę, a materiał wysokiej jakości, śledczy szybko odkrywają, kto zamówił garnitur z tych materiałów. Po odnalezieniu zostaje on odwieziony na komisariat, a później aresztowany.
W nocy ktoś dokonuje kolejnego, podobnego morderstwa. Jednak podobieństwo nie jest doskonałe – zostaje zadane zbyt wiele ciosów nożem i nie są one tak głębokie, jak w poprzednich przypadkach. Komisarz Maigret po rozmowie z osadzonym, który przyznaje się do zbrodni, domyśla się, że sprawcą jest jedna z kobiet z jego rodziny, żona lub matka. Doprowadza do konfrontacji kobiet. Okazuje się, że kobiety konkurowały ze sobą, która bardziej kocha podejrzewanego o morderstwa mężczyznę, i chcąc mu udowodnić swoje oddanie, któraś posunęła się do rzeczy ostatecznej – zabiła, by uratować go przed karą. W końcu do morderstwa przyznaje się jedna z nich. Sprawa zostaje rozwiązana i przekazana sędziemu Commelion.

## Adaptacje
Na podstawie książki w Polsce nagrano (data emisji 30.10.1993) słuchowisko radiowe z serii Teatrzyk Zielone Oko, w reżyserii Andrzeja Piszczatowskiego, w którym udział wziął m.in. Edmund Fetting.
W 2016 r. brytyjska telewizja BBC nakręciła pełnometrażowy odcinek serialu pt. Komisarz Maigret zastawia sidła z Rowanem Atkinsonem w roli głównej.